# Лебедь, Ярослав Игоревич
Ярослав Игоревич Лебедь (укр. Ярослав Ігорович Лебідь; род. 26 мая 1995, Купянск, Харьковская область) — украинский мини-футболист, нападающий эстонского клуба «Космос» и сборной Украины. Участник чемпионата Европы по мини-футболу 2022 года. Мастер спорта Украины.

## Биография
Родился 26 мая 1995 года в Купянске Харьковской области. Воспитанник купянской спортивной школы «Мрия», за которую с 2008 по 2012 год играл в детско-юношеской футбольной лиге Украины. Первый тренер — Дмитрий Хомутков.
Начал карьеру в 2013 году в составе харьковского «Монолита», выступавшего в Первой лиге Украины по мини-футболу. Затем играл за клубы высшей лиги: «Локомотив» (2014—2015 и 2016—2017) и «Приват» (2015—2016). В 2017—2018 годах являлся игроком российского «Прогресса» и белорусского «Витэна».
Летом 2018 года подписал двухлетний контракт с ивано-франковским «Ураганом». В 2019 году в составе Харьковского национального университета имени В. Н. Каразина стал финалистом чемпионата Европы среди университетом по мини-футболу. Лучший игрок чемпионата Украины сезона 2020/21.
С июля 2021 года — игрок киевского клуба ХИТ. С лета 2022 года играет за эстонский клуб «Космос» из Таллина.
В составе сборной Украины выступает на чемпионате Европы по мини-футболу 2022 года.

## Достижения
- Чемпион Украины: 2014/15
- Бронзовый призёр чемпионата Украины: 2016/17
- Обладатель Кубка Украины: 2016/17
- Обладатель Суперкубка Украины: 2016
- Серебряный призёр Первой лиги Украины: 2013/14

## Личная жизнь
Супруга — Юлия.